# Ricky Berens
Ricky Berens (n. 21 aprilie 1988, Charlotte, Carolina de Nord, SUA) este un înotător american, medaliat olimpic. A participat la două ediții ale Jocurilor Olimpice (2008, 2012) în care a câștigat 4 medalii de aur și o medalie de argint.